# Лондонский фестиваль архитектуры
Лондонский фестиваль архитектуры (London Festival of Architecture) является крупнейшим в Великобритании мероприятием, посвящённым зданиям и городу. Целью фестиваля является позиционирование Лондона как международного креативного центра. Организаторами фестиваля являются RIBA London, the Architecture Foundation, New London Architecture (NLA) и Британский Совет (с 2012 года).
Лондонский фестиваль архитектуры основан в 2004 году британским архитектором и журналистом Питером Мюрреем как Лондонская архитектурная биеннале. В 2008 году мероприятие переименовано в Лондонский фестиваль архитектуры, который по-прежнему проводится раз в два года. Причиной изменения названия стало то, что по мнению организаторов, слово биеннале не вызывает интерес публики.

## Структура и форматы фестиваля
Нынешняя структура фестиваля сформировалась в 2008 году, когда фестиваль получил своё современное название. Главными площадками становятся так называемые хабы, в которых сконцентрирована основная активность. Каждый уикенд фестиваля хабом становится новый район. Количество хабов — от 3 (в 2010 и 2012) до 5 (в 2008). Таким образом продолжительность фестиваля определяется количеством хабов. Кроме того, в программу включено множество независимых мероприятий, организаторы которых вносят взнос в размере 100 фунтов за включение в программу фестиваля.
Таким образом, фестиваль строится по сетевому принципу, что позволяет достичь разнообразия форматов и насыщенность программы. В 2010 и 2012 количество мероприятий доходило до 600, они включали, в том числе, выставки и инсталляции, пешие, велосипедные и водные прогулки и экскурсии, инсталляции, уличные акции, лекции, дискуссии и т.д.

## 2004 год
В 2004 году мероприятие проводилось 19-28 июня как London Architecture Biennale (LAB). Мероприятия биеннале были сфокусированы на районе Clerkenwell, особенностью которого является высокая концентрация архитектурных бюро. Биеннале рассматривалось как разовое мероприятие, направленное в значительной мере на местную аудиторию.

## 2006 год
В 2006 биеннале проходила 16-25 июня, вдоль маршрута, соединяющего несколько районов Лондона. Биеннале включала выставки, прогулки, пешие и велосипедные экскурсии. Студенческий фестиваль архитектуры (The Student Architecture Festival) создал серию инсталляций вдоль маршрута .

## 2008 год
В 2008 году мероприятие, проходившее 20 июня – 20 июля, получило своё нынешнее название — Лондонский фестиваль архитектуры. Мероприятия фестиваля были сконцентрированы в пяти ключевых районах, которые устроители фестивали называют хабами. Каждый уикенд мероприятия проходили в разных хабах. Важным событием фестиваля 2008 года стали лекции всемирно известных архитекторов — Дэвида Чепперфильда, Даниэля Либескинда, Сесар Пелли и Рема Колхаса. Количество посетителей фестиваля 2008 года — 250 тысяч человек.

## 2010 год
Темой фестиваля, проходившего 19 июня — 4 июля стал «Приветствующий город» (The Welcoming City) был обусловлен выбором Лондона в качестве место проведения Летних Олимпийских игр 2012 года.

## 2012 год
Темой фестиваля, проходившего 23 июня – 8 июля, стал «Играющий город» (The Playful City). Выбор темы обусловлен проведением в Лондоне Летних Олимпийских игр. Мероприятия были сконцентрированы в трёх хабах - City of London, Southwark and London Pleasure Gardens (23 и 24 июня), Fitzrovia and Victoria (30 июня и 1 июля) и King’s Cross and Hoxton (7 и 8 июля).

## Аналогичные мероприятия в России
В Москве аналогом Лондонского фестиваля архитектуры являются Дни архитектуры в Москве.